# سلطنت فیجی
سلطنت فیجی (فیجیایی: Tui Viti) در میانه‌های قرن ۱۹ م که حاکم محلی سرو اپینیسا ساکوبو خودش را حاکم فیجی اعلام کرد به وجود آمد. او در ۱۸۷۴ م سلطنت خود را به بریتانیا بخشید. سلطنت فیجی با کودتای نظامی ۱۹۸۷ ملغی و در فیجی حکومت جمهوری برقرار شد.